# Madeleine Hirsiger
Madeleine Hirsiger (* 26. April 1947 in Bern) ist eine Schweizer Filmjournalistin und Filmkritikerin.

## Werdegang
Madeleine Hirsiger kam als Praktikantin 1972 zur «Tagesschau» des Schweizer Fernsehens. Sie wurde später als erste Frau Bundeshaus-Korrespondentin. Ab 1986 war sie Leiterin der Redaktion Kino und war damit für verschiedene Filmmagazine wie «Kino top» und «CinéClip» verantwortlich, die sie auch moderierte. Ab 2004 war sie zuständig für die Redaktion Spielfilme, Fernsehfilme und Dokumentarfilme des Pacte de l`audiovisuel. 2009 gab sie ihren Posten beim Fernsehen ab und stiess als Vorstandsmitglied zu arttv.ch, dem Schweizer Kulturfernsehen im Netz. Seit ihrem Rücktritt ist sie als Filmredaktorin für dieses tätig. 
arttv.ch zeichnete die Schweizer Journalistin, Redaktorin, Moderatorin und Produzentin für ihre Verdienste für den Schweizer Film 2009 im Rahmen des Filmfestival Locarno mit der Schweizer Ehrenperle Kultur aus.